# The Groomsmen
The Groomsmen (prt À Beira do Casamento) é um filme de comédia romântica estadunidense dirigido por Edward Burns.

## Sinopse
Um noivo e seus quatro padrinhos enfrentando questões como paternidade, homossexualidade, honestidade e amadurecimento na semana que antecede ao seu casamento. 
Paulie (Edward Burns), um escritor de livros de auto-ajuda, planeja se casar com Sue (Murphy), sua namorada, que está no 5 º mês de gravidez. Na vida real, a namorada de Burns, a top model Christy Turlington, também estava grávida de cinco meses quando eles se casaram, em junho de 2003. 
Paulie é passa ser assediado por seu irmão mais velho, Jimbo (Logue), para pensar melhor e desistir do seu casamento. Mas na verdade, Jimbo, que comanda uma empresa prestes a ir a bancarrota, inveja seu irmão, porque além de não ter filhos, seu casamento está em crise.
T.C. (Leguizamo), que deixou o bairro há oito anos, sem dar qualquer explicação, retorna para o casamento. Antes de partir, ele havia roubado de  Mike (Mohr), primo de Paulie, uma figurinha rara do jogador de baseball Tom Seaver. Mike ainda guarda certo rancor por sua perda, o que o leva a discutir T.C.  Mais tarde, T.C. hesitante, revela que deixou o bairro sem uma explicação, porque ele é gay e revela que roubou a figurinha de Mike, porque, apesar de serem melhores amigos, ele odiava suas constantes piadas sobres os gays. 
O bar localizado no bairro, pertence a Dez (Lillard), que é casado e tem dois filhos e é o cérebro que faz a turma funcionar. Ele está continuamente tentando "resgatar a banda juntos de novo". Ele incentiva seus filhos a aprenderem a tocar guitarra e ajudá-los a melhorar, como satisfação pessoal. 

## Elenco
- Edward Burns como Paulie
- Donal Logue como Jimbo
- Jay Mohr como Mike Sullivan
- John Leguizamo como T.C.
- Matthew Lillard como Dez Howard
- Shari Albert como Tina Howard
- John Russo como Matt
- Spencer Fox como Jack
- Heather Burns como Julianna
- Jessica Capshaw como Jen
- Brittany Murphy como Sue